# Mammon
Mammon är ett uttryck från Bibeln som rör materiellt välstånd och girighet.

## Ursprung
Mammon kommer ursprungligen från arameiskan där det betyder "rikedom"; det arameiska ordets ursprung har föreslagits vara det hebreiska matmon som betyder "skatt". I hebreiskan används mammon i betydelsen "pengar" – ממון.
Grekiskans variant mamonas, används av Jesus i bergspredikan som en avgud i motsats till Gud "Ni kan inte tjäna både Gud och mammon" (Matt 6:24) och i en kommentar till sin berättelse om den "ohederlige förvaltaren" där det i det står mamōna tēs adikías "den orättfärdige mammon" (Luk 16 9-13). Både Bibel 2000 och Folkbibeln skriver mammon, utan att översätta ordet.
På grund av bibeltexten finns ordet inlånat i många språk däribland engelska (mammon), danska (mammon), spanska (mammón), polska (mamon) och finska (mammona).

## Personifiering
I ovan nämnda bibelverser används ordet mammon i personifierad form. Detta bruk har fortsatt.
Tidigt när mammon nämns är det en personifiering: Augustinus, "Lucrum Punice Mammon dicitur" (refererar till Matt 6:24). Gregorius menade att Mammon var ett annat namn för Beelzebub.
Under medeltiden var Mammon vanligen personifierad som girighetens, rikedomens och orättvisans demon. Peter Lombard hävdade: "Rikedomen kallas vid en demons namn, nämligen Mammon, för Mammon är ett namn på en djävul, efter vilken rikedom är uppkallad i det syriska tungomålet." Piers Plowman hävdar också att Mammon är en gudom.
Man har dock inte funnit någon syrisk gud med det namnet och senare uppfattningar av Mammon som en person härleds tillbaka till Spensers The Faerie Queene och John Miltons Paradise Lost där Mammon är en fallen ängel som skattar världslig rikedom över allt annat. Collin De Plancys ockulta verk Dictionnaire Infernal pekar ut Mammon som "Helvetets ambassadör i England".
Den personifierade Mammon påminner i beskrivningarna dock ofta om den grekiska guden Hades och den romerska Pluto och han kan därför kanske vara baserad på dem. I Den gudomliga komedin av Dante är Pluto välståndets varglika demon, under medeltiden associerades vargen ofta med girighet. Thomas Aquinas liknar pengakärlekens-synd med "Mammon uppburen från helvetet på en varg för att sätta människans hjärta i girighetens brand".

### Bildgalleri

Dyrkan av Mammon i en målning av Evelyn De Morgan
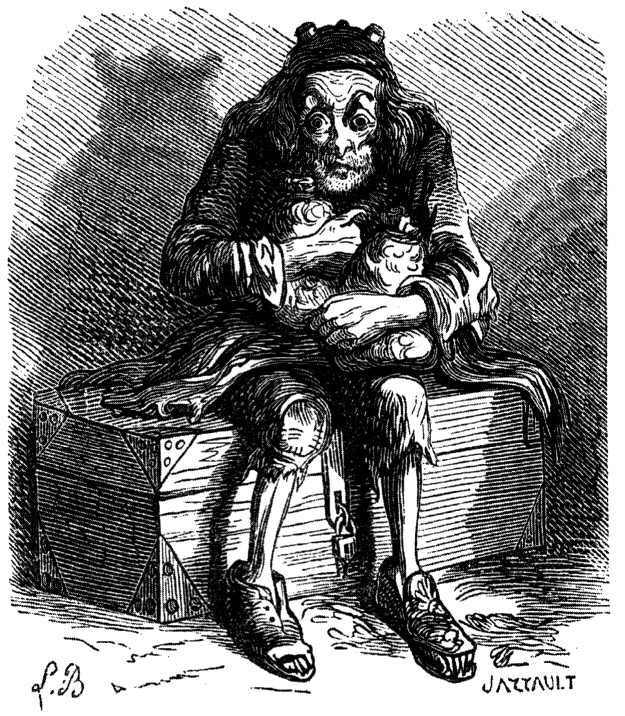
Mammon i Collin De Plancys Dictionnaire Infernal